# Damião Vaz d'Almeida
Damião Vaz d'Almeida (nascut el 28 d'abril de 1951) és un polític africà que va ser Primer Ministre de São Tomé i Príncipe i vicepresident del Moviment per l'Alliberament de São Tomé i Príncipe/Partit Socialdemòcrata (MLSTP-PSD). Fou nomenat primer ministre el 18 de setembre de 2004 després de ser escollit pel seu partit i confirmat pel president Fradique de Menezes tres dies després que Menezes hagués fet dimitir el govern de Maria das Neves. Prèviament d'Almeida havia estat ministre de treball i solidaritat en els governs liderats per Gabriel Costa primer i Maria das Neves després.
Ell és originari de l'illa de Príncipe i ha ocupat nombrosos alts càrrecs a la seva illa, principalment el de president de l'assemblea del districte de Pagué i President del govern regional de Príncipe del 29 d'abril de 1995 al 12 d'abril de 2002.
El govern de Damião Vaz d'Almeida va estar format per ministres tant del MLSTP-PSD com de l'Acció Democràtica Independent (ADI).
Va presentar la seva renúncia al president Menezes el 2 de juny de 2005 afirmant que la seva relació de treball amb Menezes s'havia deteriorat fins al punt en què no podien treballar plegats. Ambdós no estaven d'acord sobre com gestionar una vaga dels funcionaris públics i al voltant de l'adjudicació per Menezes dels blocs de petroli en alta mar. Sis dies després de la seva dimissió va jurar un nou govern liderat per Maria do Carmo Silveira.